# Jan Knapik (ekonomista)
Jan Knapik (ur. 4 września 1931 w Fauls Moselle, zm. 12 maja 2018 w Krakowie) – polski ekonomista i polityk, minister przemysłu chemicznego i lekkiego (1981–1982).

## Życiorys
Syn Władysława i Franciszki. W 1956 ukończył studia magisterskie w Wyższej Szkole Ekonomicznej w Krakowie, w 1973 doktoryzował się na Akademii Ekonomicznej w Krakowie. W 1956 rozpoczął pracę w Zakładach Azotowych im. Feliksa Dzierżyńskiego w Tarnowie, do 1962 był zastępcą kierownika działu zbytu, a od 1969 do 1970 zastępcą dyrektora ds. ekonomicznych. W latach 1965–1969 naczelnik działu sprzedaży Zjednoczenia Przemysłu Azotowego w Krakowie. W 1970 został dyrektorem Ośrodka Organizacji i Informacji „Petroinform”, po czym w 1972 objął stanowisko dyrektora ds. ekonomicznych Zjednoczenia Przemysłu Rafineryjnego i Petrochemicznego „Petrochemia”, które zajmował do 1981.
W latach 1974–2000 był pracownikiem Zakładu Ekonomiki i Organizacji Przedsiębiorstwa Przemysłowego Instytutu Ekonomiki Przemysłu, Samodzielnego Zakładu Ekonomiki i Organizacji Przedsiębiorstw oraz Katedry Ekonomiki i Organizacji Przedsiębiorstw Akademii Ekonomicznej w Krakowie, w latach 1981–1991 dyrektorem Studium Doskonalenia Kadr Kierowniczych i Krakowskiej Szkoły Przedsiębiorczości AE.
Należał do Polskiej Zjednoczonej Partii Robotniczej, był sekretarzem ekonomicznym komitetu powiatowego partii w Tarnowie w latach 1962–1965. 10 lipca 1981 został ministrem przemysłu chemicznego i lekkiego w rządzie Wojciecha Jaruzelskiego. Ministerstwo opuścił 27 lutego 1982.
Został pochowany na Cmentarzu Rakowickim w Krakowie (cmentarzu wojskowym przy ul. Prandoty) (XCVII/22/18).

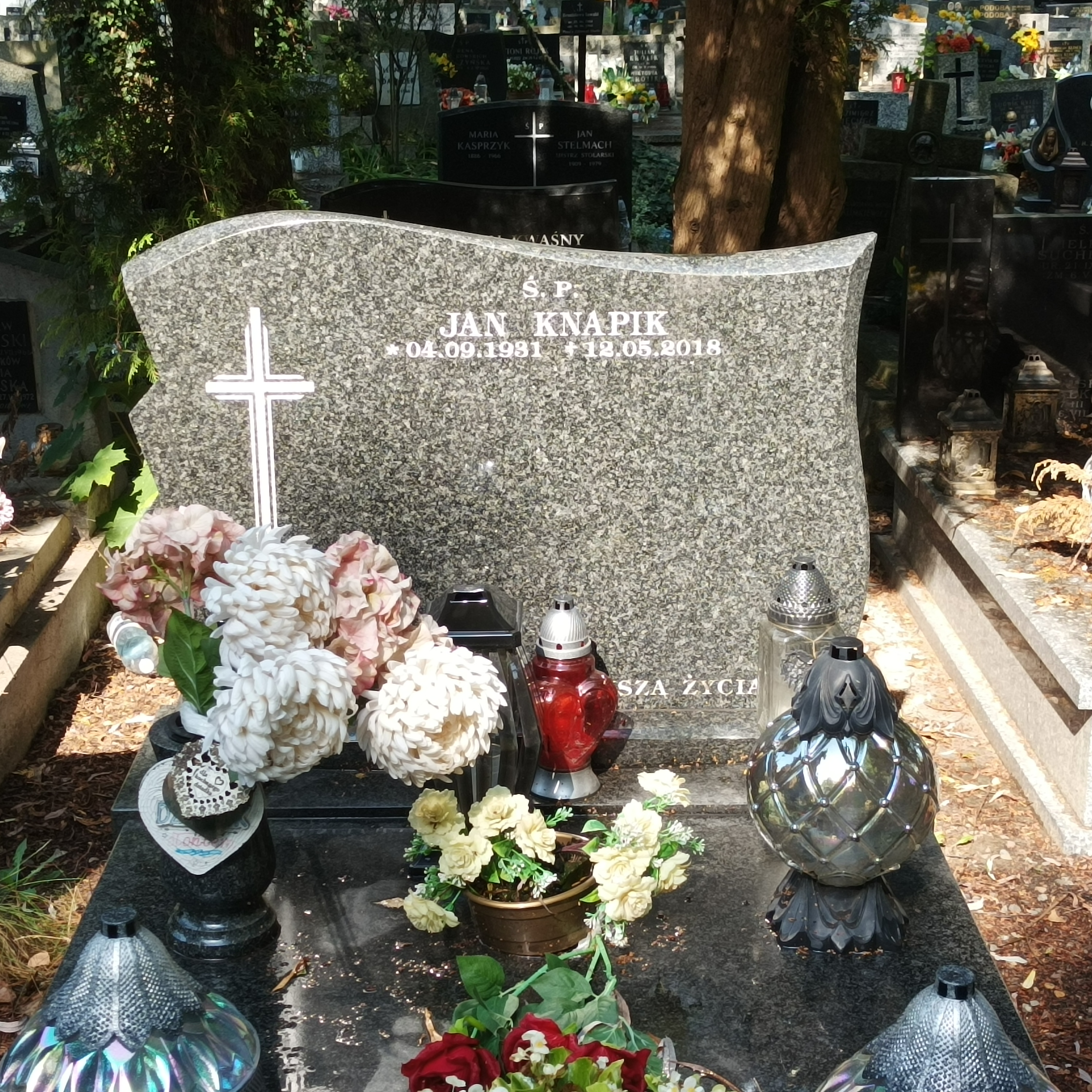
Grób Jana Knapika na cmentarzu wojskowym przy ul. Prandoty w Krakowie